# Nicarete similis
Nicarete similis là một loài bọ cánh cứng trong họ Cerambycidae.